# Melissa Sue Anderson
Melissa Sue Anderson (Berkeley, 1962. szeptember 26. –) amerikai-kanadai színésznő.
Legismertebb szerepe Mary Ingalls A farm, ahol élünk című sorozatból. Ezen kívül filmszerepeiről is ismert.

## Életpályája
1962. szeptember 26.-án született a kaliforniai Berkeley-ben, James és Marion Anderson gyerekeként. Nővére, Maureen, tizenkét évvel idősebb nála. Hét éves korában Anderson szülei Los Angelesbe költöztek. Tizenhárom éves korában szülei elváltak, és római katolikus nevelésben részesült. Kisgyerekként feltűnt a Mattel és a Sears reklámjaiban.
Karrierje akkor kezdődött el, amikor egy tánctanár arra sürgette a szüleit, hogy találjanak neki egy ügynököt. Első szerepe a Bewitched című sorozat egyik epizódjában volt.
Tizenegy éves korában csatlakozott A farm, ahol élünk sorozathoz.
2010-ben jelent meg önéletrajzi könyve,  The Way I See It: A Look Back at My Life on Little House címmel. A könyv főleg A farm, ahol élünk-ben betöltött szerepéről szól, illetve életéről, mint gyereksztár.
1990-ben ment hozzá Michael Sloan producerhez. Két gyerekük született, Piper és Griffin. 2002-ben Montrealba költöztek, és 2007-ben kanadai állampolgárokká váltak.

## Filmjei
- A farm, ahol élünk (1974-1981)
- A magányos futó (1976)
- Szerelemhajó (1978-1986)
- Boldog születésnapom! (1981)
- Spider-Man and His Amazing Friends (1982-1983)
- Kegyetlen múlt (1984)
- Gyilkos sorok (1984)
- Hotel (1984-1985)
- Marie (1985)
- The Equalizer (1987-1988)
- Messze északon (1988)
- Alfred Hitchcock Presents (1988-1989)
- Egy hulla múlva itt vagyok (1990)
- X-Men (1993-1994)
- Waikiki páros (1994)
- Földrengés New Yorkban (1998)
- 10.5 - Apokalipszis (2006)
- Marco Polo (2007)
- Karácsonyi rémálom (2008)
- Gyémánthajsza (2018)